# Mário Schenberg
Mário Schenberg (auch Schönberg) (* 2. Juli 1914 in Recife; † 10. November 1990 in São Paulo) war ein brasilianischer theoretischer Physiker, Kunstkritiker und Schriftsteller.

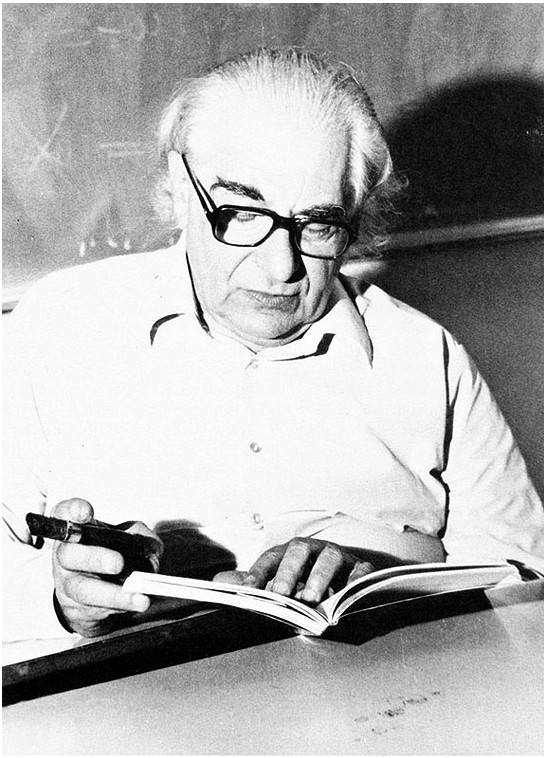
Mario Schenberg

Schenberg studierte in Recife und São Paulo mit dem Abschluss als Elektroingenieur 1935. Ein Jahr später folgte ein Abschluss in Mathematik und ein Abschluss in Physik, wo er von dem italienischen Physiker Gleb Wataghin beeinflusst war. 1939 ging er nach Europa zu Enrico Fermi in Rom, Wolfgang Pauli in Zürich und Frédéric Joliot-Curie in Paris. 1940 ging er mit einem Guggenheim-Stipendium in die USA zu George Gamow an die University of Washington, war am Institute for Advanced Study und bei Subrahmanyan Chandrasekhar ans Yerkes-Observatorium bei Chicago. 1942 kehrte er nach Brasilien zurück und wurde 1944 Professor in São Paulo. 1948 war er für fünf Jahre in Brüssel, wo er in der Forschungsgruppe für kosmische Höhenstrahlung von Giuseppe Occhialini arbeitete und mit Ilja Prigogine in Kontakt kam. 1953 bis 1961 leitete er die Physik-Fakultät in São Paulo. In diese Zeit fiel die Installation des ersten Computers an der Universität São Paulo und die Gründung eines Instituts für Festkörperphysik. Er war auch ab den 1950er Jahren im Centro Brasileiro de Pesquisas Físicas (CBPF) aktiv, wo er unter anderem mit Jorge André Swieca zusammenarbeitete. Während der Militärdiktatur verlor er 1969 seine Professur in São Paulo, auf die er erst 1979 zurückkehrte.
Er ist für Beiträge zur Astrophysik bekannt, zum Beispiel Kernreaktionen im Vorfeld von Supernovae (Urca-Prozess) oder der Schönberg-Chandrasekhar-Grenzwert der Masse eines Sterns, der noch stabil gegen Kollaps ist, nachdem der Wasserstoff Fusionsbrennstoff verbraucht ist.
Während des Aufenthalts von David Bohm in Brasilien in den 1950er Jahren arbeitete er mit diesem über Alternativen zur üblichen Interpretation der Quantenmechanik. Er untersuchte auch geometrische Algebren für mögliche Anwendungen im Formalismus von Quantenmechanik und Quantenfeldtheorie.
Zu seinen Studenten gehörten José Leite Lopes, Jayme Tiomno und Herch Moysés Nussenzveig.
1979 bis 1981 war er Präsident der Sociedade Brasileira de Física (Brasilianischen Gesellschaft für Physik).
Da er Mitglied der Kommunistischen Partei Brasiliens (PCB) war und aktiv für diese in der Politik des Staates São Paulo (seit den 1940er Jahren), bekam er während der Militärdiktatur Probleme. Zweimal wurde er zum Abgeordneten des Bundesstaates São Paulo gewählt, zunächst in die Verfassungsgebende Versammlung von 1946, erneut 1962. Er war 1964 verhaftet, aber auf politischen Druck ausländischer Wissenschaftler wieder freigelassen worden.
Er trat auch als Kunstkritiker und -theoretiker, Sammler und Kurator für die Zeit des brasilianischen Concretismo bis zu den Neo-Realistas hervor.
Ab 2009 wurden seine Gesammelten Wissenschaftlichen Werke in São Paulo herausgegeben, der erste Band der Obra científica de Mário Schönberg, herausgegeben von Amélia Império Hamburger enthält Schriften von 1936 bis 1948 und wurde mit dem Prêmio Jabuti 2010 ausgezeichnet.
Er war mit Julieta Bárbara Guerrini, der ehemaligen Frau des Dichters Oswald de Andrade, und mit der Bildhauerin Lourdes Cedran verheiratet. Er hatte eine Tochter, Ana Clara Guerrini Schenberg, eine Genetikerin.
Ein kugelförmiger Gravitationswellendetektor an der Universität São Paulo ist nach ihm benannt.